# Brachythecium falcatum
Brachythecium falcatum är en bladmossart som beskrevs av H. Crum 2001. Brachythecium falcatum ingår i släktet gräsmossor, och familjen Brachytheciaceae. Inga underarter finns listade i Catalogue of Life.